# 郝奴
郝奴（?—?），五胡十六国军事人物，杏城盧水胡。
386年，西燕国内政变频生，并开始弃守长安东归，長安空虛。前滎陽令高陵人趙穀等招郝奴帥四千戶，入据长安并称帝，渭北响應，以趙穀為丞相。扶風人王麟有數千人衆，據守馬嵬（今陕西兴平市马嵬镇），郝奴派遣其弟郝多进攻王麟。四月，万年秦王姚苌从安定东攻，王麟逃到漢中。姚苌擒得郝多，进攻长安，郝奴惧而请降。姚苌拜郝奴鎮北將軍、六谷大都督。并取长安后姚苌就于同月即位为帝，改年号“建初”，建国号大秦。

## 部下
- 郝多，郝奴之弟
- 趙穀，高陵人